# Лемуроподобна нощна маймуна
Лемуроподобната нощна маймуна още Колумбийска мирикина (Aotus lemurinus) е вид бозайник от семейство Нощни маймуни (Aotidae). Видът е световно застрашен, със статут Уязвим.

## Разпространение
Разпространен е във Венецуела, Еквадор и Колумбия.